# 奥莱焦
奥莱焦（義大利語：Oleggio），是意大利诺瓦拉省的一个市镇。总面积37.8平方公里，人口13405人，人口密度354.6人/平方公里（2009年）。ISTAT代码为003108。